# 運命/ワンダフル スマイル (新井ひとみと松島湾子)
運命/ワンダフル スマイル (新井ひとみと松島湾子)（うんめい/ワンダフル スマイル (あらいひとみとまつしまわんこ)）は、2013年6月5日にavex traxから発売された東京女子流の12枚目のシングル。

## 概要
「運命」は『ミュージックドラゴン』（日本テレビ）のPOWER PLAYになっている。
「ワンダフル スマイル」は新井ひとみと松島湾子名義として、『まつしま!!!ワンダフル!』（東日本放送）企画内『松島のちからプロジェクト』のイメージソングになっている。「松島湾子」は同番組から誕生した松島のご当地キャラクター。作曲は川嶋あいが手がけた。
Type-A、Type-B（いずれもCDとDVDのセット）、Type-C（CDのみ）、Type-D（mu-moショップ・イベント会場限定盤、CDのみ）の4形態。

## 収録曲
1. 運命（=TGS33）
作詞：春和文、作曲：林田健司、編曲：松井寛、ギター・アレンジ：土方隆行
2. ワンダフル スマイル (新井ひとみと松島湾子)
作詞：新井ひとみと松島湾子、作曲：川嶋あい、編曲：長澤孝志
3. ふたりきり -Royal Mirrorball Mix-
Type-A、Type-B にのみ収録。
4. 運命 -Royal Mirrorball Mix-
Type-C にのみ収録。
5. 運命（Instrumental）
6. ワンダフル スマイル (新井ひとみと松島湾子)（Instrumental）
7. ふたりきり -Royal Mirrorball Mix-（Instrumental）
Type-A、Type-B にのみ収録。

### DVD

#### Type-A
1. 運命（ミュージック・ビデオ）
ミュージック・ビデオ監督：星保行
2. Making Movie
3. Special Movie「LIVE AT BUDOKAN 2012 Documentary -SPACE SHOWER EDIT Ver.-」

#### Type-B
1. おでかけムービー（タイ編）